# Pseudozeuxidae
Pseudozeuxidae zijn een familie van  naaldkreeftjes.

## Geslachten
De volgende geslachten zijn bij de familie ingedeeld:
- Charbeitanais Bamber & Bird, 1997
- Haimormus Kakui & Fujita, 2018
- Pseudozeuxo Sieg, 1982